# 戴斯特洛伊亞
戴斯特洛伊亞（日語：デストロイア）是哥吉拉系列電影中的一隻甲殼類怪獸，也是平成系列最後登場的反派角色。该角色首次登場於《哥吉拉vs戴斯特洛伊亞》。

## 起源
戴斯特洛伊亞原為25億年前，無氧時代(也就是前寒武紀)生存於海底的微生物，然而，在1954年，芹澤博士為了殺死哥吉拉，出動了氧氣破壞者(Oxygen Destroyer)，東京灣進入了無氧狀態，導致他被喚醒，在接觸空氣之後，他便開始產生適應性突變，開始他的無限進化之路。

## 戴斯特洛伊亞之各個型態列表

### 游泳體
- 身長：2毫米~30釐米
- 體重：2克~1.5千克

在成為游泳體後，這些個體變襲擊了水族館，導致水缸內的魚類利用微小氧氣，將他們的組織紛紛溶解成白骨。

### 幼體
- 身長：2公尺~18公尺
- 體重：350千克~260噸

出沒在東京灣橫斷道路工事現場，最初身體只有成年人大小並可噴出光束型態的微小氧氣，分解物體並讓它消失。曾跟特殊部隊SUMP交戰，雙方互有損失。到了第二天後幼體變得巨大，但也因冷凍雷射的攻擊遭到重創。

### 集合體
- 身長：60公尺
- 身高：40公尺
- 體重：15000噸

受到冷凍雷射攻擊後，大量幼體集合而成的新形態，形體基本上與巨大化的幼體類似，差異在從肩部上充滿棘的觸手，軀幹則長出了兩個巨大的鉗子。體內的微小氧氣之濃度已經足以跟當初殺死初代哥吉拉的氧氣破壞者匹敵，可從嘴中噴出紫色的氧氣毀壞光束。在與哥吉拉二世的戰鬥中，他會用口器刺入哥吉拉二世體內，並注入微小氧氣同時吸收其能源與血肉。

### 飛行體
- 身長：65公尺
- 翼展：80公尺
- 體重：15000噸

集合體為了能飛上天空而成變成此型態，翅膀是從雙肩的觸手與身體間的膜而成，面部跟之後的完全體類似，並同樣可以噴出氧氣毀壞光束。可一下就把哥吉拉二世撞倒，並且可自由切換集合體跟飛行體狀態，然最後仍不敵哥吉拉二世，並被打進火力發電廠後爆炸。然，在吸收後的哥吉拉二世DNA、其放射熱線，再加上火力發電廠的能量驅使下，戴斯特洛伊亞得以快速進化成完全體。

### 完全體
- 全長：230公尺
- 身高：120公尺
- 翼展：210公尺
- 體重：8萬噸

完全體的樣子已從原本的甲殼類變化成龍形，背後生成出巨大的翅膀，也長出了帶有鉗子的尾巴，同時的保留了集合體可在身上各處噴出氣體，並且可陸海空自由活動。
其武器為頭上的角、長有鉗子的尾巴與高壯的體型─特別是尾巴有將哥吉拉隨意拖拽的怪力，還可以從被尾巴捲住的對手身上吸收能量。體內微小氧氣的濃度達到極限，瞬間連續炸毀羽田機場周邊塔台。還可以使用從角放出微小氧氣切割敵人的變量切割這種強力技能，這招讓紅蓮哥吉拉遭到重創。
其肉搏、遠戰能力皆高於紅蓮哥吉拉，並一度占上風，後來被紅蓮哥吉拉一度擊敗後，分散成多個集合體展開進攻。後來集合體全滅後再次長回完全體並重新發動攻擊。最終哥吉拉背鰭開始融化之時，噴出了力量無法估計的無限熱線，破壞了戴斯特洛伊亞的甲殼，並使他被迫逃跑，但畢竟在幼體時，其弱點就已經被人類知曉，最後在低溫武器不斷朝體內攻擊下，戴斯特洛伊亞最終墜地爆炸而死。

## 外部連結
- 【哥吉拉怪獸介紹】不死的完全生物 戴斯特洛伊亞 （页面存档备份，存于）
- 平成哥吉拉 :《哥吉拉 vs 戴斯特洛伊亞》哥老大的退場、死亡與終極對手 （页面存档备份，存于）